# John Hopkins (attore)
John Hopkins (Londra, 1974) è un attore britannico.
Ha studiato Inglese all'Università di Leeds dal 1993 al 1996 e lì ha iniziato a seguire una compagnia di recitazione con cui ha preso parte in diversi spettacoli teatrali.
Ha anche frequentato l'Accademia Reale d'Arte drammatica.
Nel 2001 ha iniziato la sua carriera cinematografica.

## Filmografia parziale

### Cinema
- The Pool, regia di Boris von Sychowski (2001)
- Alice in Wonderland, regia di Tim Burton (2010)
- Meredith - The Face of an Angel (The Face of an Angel), regia di Michael Winterbottom (2014)

### Televisione
- Spooks – serie TV, 1 episodio (2003)
- L'ispettore Barnaby (Midsomer Murders) – serie TV, 14 episodi (2004-2005)
- 11 settembre - Tragedia annunciata (The Path to 9/11) – miniserie TV (2006)
- Robin Hood – serie TV, 1 episodio (2006)
- Metropolitan Police – serie TV, 2 episodi (2009)
- Merlin – serie TV, episodio 3x04 (2010)
- Diario di una squillo perbene (Secret Diary of a Call Girl) – serie TV, 1 episodio (2011)
- Casualty – serie TV, 1 episodio (2011)
- Il giovane ispettore Morse (Endeavour) – serie TV, episodio 4x03 (2017)
- Poldark – serie TV, 8 episodi (2017-2018)
- Jesus: His Life, regia di Ashley Pearce e Adrian McDowall – miniserie TV (2019)
- Trying – serie TV, episodio 3x05 (2022)
- Funny Woman - Una reginetta in TV (Funny Woman) – serie TV, episodi 1x04-1x05-1x06 (2023)
- Masters of the Air – miniserie TV (2024)
- A Very Royal Scandal, regia di Julian Jarrold – miniserie (2024)
- Paris Has Fallen – serie TV, 4 episodi (2024)

## Doppiatori italiani
Nelle versioni in italiano delle opere in cui ha recitato, John Hopkins è stato doppiato da:
- Walter Rivetti ne L' Ispettore Barnaby
- Francesco Bulckaen in Alice in Wonderland
- Oreste Baldini in A Very Royal Scandal
- Simone Mori in Merlin

Da doppiatore è stato sostituito da:
- Diego Baldoin in Horizon Zero Dawn, Horizon Forbidden West, LEGO Horizon Adventures
- Matteo Brusamonti in Tom Clancy's The Division, Tom Clancy's The Division 2
- Lorenzo Scattorin in Final Fantasy XVI
- Nicola Braile in Rise of the Rōnin
- Fabrizio Russotto in Stellar Blade